# Furufjärden
Furufjärden är en sjö i Luleå kommun i Norrbotten och ingår i Råneälven-Altersundets kustområde. Sjön har en area på 5,35 kvadratkilometer och ligger 0 meter över havet. Sjön avvattnas av vattendraget Lillkvarnbäcken.

## Delavrinningsområde
Furufjärden ingår i det delavrinningsområde (730845-179400) som SMHI kallar för Utloppet av Furufjärden. Medelhöjden är 7 meter över havet och ytan är 16,04 kvadratkilometer. Räknas de 2 avrinningsområdena uppströms in blir den ackumulerade arean 35 kvadratkilometer. Avrinningsområdets utflöde Lillkvarnbäcken mynnar i havet. Avrinningsområdet består mestadels av skog (43 procent) och jordbruk (10 procent). Avrinningsområdet har 5,33 kvadratkilometer vattenytor vilket ger det en sjöprocent på 33,2 procent.